# Lady (majątek)
Lady (biał. Ляды; ros. Ляды) – dawny majątek ziemski, na którego terenie znajdowało się miasteczko Lady i kilka folwarków. Obecnie na terenie Białorusi, w rejonie smolewickim obwodu mińskiego.

## Nazwa
Nazwa majątku i miejscowości pochodzi od słowiańskiego słowa „lada” oznaczającego nowo pozyskaną ziemię po wykarczowaniu lub wypaleniu lasu. Jednocześnie „Lada” to pogańska bogini miłości w mitologii bałtyjskiej.
W pogańskich czasach miejsce to już było związane z tradycją cudowności. W czasach chrześcijańskich pojawiła się legenda o pojawieniu się tutaj w XVII wieku Matki Boskiej Włodzimierzowi Kirykowi. W XVII wieku tworzono już pieśni o tym, że było to ulubione miejsce Matki Boskiej.

## Historia

### Własność
Niegdyś majątek należał do rodziny Sanguszków, od których przeszedł na rzecz Zawiszów herbu Łabędź. Na początku XVIII wieku dobra te były własnością Teresy Róży z Tyszkiewiczów (1668–1721), żony Krzysztofa Zawiszy-Kieżgajły (1666–1721), wojewody mińskiego. Teresa Róża miała zostać cudownie uzdrowiona dzięki modlitwom do Matki Boskiej w soborze Zaśnięcia Matki Bożej w Żyrowiczach. To spowodowało, że Teresa Róża oraz jej syn Ignacy Anicet Kieżgajłło (1696–1738) ufundowali w Ladach drewnianą cerkiew. Teresa Róża podarowała cerkwi w Ladach kopię słynnej, cudownej ikony z Żurowicz. Specjalnie dla klasztoru w Ladach powstał portret fundatora, Ignacego Zawiszy. Na białej banderoli znalazła się informacja: „Ignаcy Hrabia na Baksztach Berdyczewie і Zawiszynie Kieżgayło Zawisza / Marszałek Nadworny W. X. L. Minski Bobruyski Sumiliski Starosta / IeneralMayor Woysk Polskich Fundator Klasztoru Ladanskiego. R. 1732”.
W roku 1795 wybudowano tu (obecnie we wsi Małe Lady) murowaną cerkiew w stylu barokowym, która do dziś jest ozdobą okolicy.
Majątek Lady należał od 1791 roku do Stanisława Moniuszki (1734–1807) herbu Krzywda (dziadka kompozytora), który połączył go z odkupioną od Michała Kazimierza Ogińskiego częścią klucza śmiłowickiego. W tym czasie na zespół ten składało się 85 dworów (43 chrześcijańskich, 31 żydowskich i 13 tatarskich), dwa młyny wodne, z których jeden był używany jako tartak. Lady stały się częścią wielkiego majątku, obejmującego m.in. dużą część hrabstwa śmiłowickiego, w tym Gudowicze, Daniłowo, Słobodę, Kamienkę, Zalesie, folwarki Ubiel nad Wołmą i Pudzick nad Świsłoczą, Radkowszczyzna, Pocieczoło, Olesin, Czernica, Przylepy nad rzeką Usiąż oraz wieś i folwark Skuplin nad Berezyna, Graba i inne dobra.
W 1785 roku Stanisław Moniuszko ożenił się Ewą Woyniłłowicz (~1760–1840). Mieli szesnaścioro dzieci, do pełnoletności dożyło sześciu synów: Ignacy, Dominik, Józef, Czesław, Kazimierz i Aleksander, oraz cztery córki: Anna, Marianna, Michalina i Klotylda.
Przez kilka lat po śmierci Stanisława trwały targi między jego dziećmi o podział wielkiego majątku. Majątek Lady przypadł najmłodszej córce, Klotyldzie (1801–1872), która już w 1818 roku, wychodząc za Ludwika Jelskiego (1785–1843), wniosła te dobra w posagu do majątku Jelskich.
Już w 1820 roku Klotylda, po rozwodzie z Ludwikiem, już matka ich dwojga dzieci (Włodzimierza i Izabelli), wyszła za mąż za Michała Jelskiego (1789–1850), młodszego brata swojego pierwszego męża. Małżeństwo miało dziewięcioro dzieci. Dzieci te i ich dzieci były dziedzicami majątku przez kolejne sto lat.
W tutejszym dworze urodził się m.in. w 1837 roku Konstanty Jelski, syn Michała i Klotyldy.

### Obszar
O rozległości majątku może świadczyć fakt, że od XVII wieku (częściowo do I wojny światowej) w jego skład wchodziły m.in. wsie i folwarki:
- Grywa (Griwa) (biał.  Грыва) – wieś przekazana przez Teresę Różę Zawiszynę klasztorowi w 1732 roku
- Jagódka, obecnie Jagodka (biał. Ягoдка) – co najmniej do końca XIX wieku należąca do majątku[4], obecnie należący już do sielsowietu śmiłowickiego rejonu czerwieńskiego
- Odyn (inne historyczne nazwy: Odyń, Adyń, Wojsko), obecnie Adyń (biał. Адынь) – co najmniej do końca XIX wieku należący do majątku[5], obecnie należący już do sielsowietu śmiłowickiego
- Słabodka (biał. Слабодка) – wieś przekazana przez Teresę Różę Zawiszynę klasztorowi w 1732 roku

Pod koniec XIX wieku majątek Jelskich liczył 2658 mórg.
Obecnie na terenie byłego majątku istnieją m.in. wsie o nazwach związanych z Ladami:
- Lady (przysiółek, obecnie o statusie osiedla)
- Lady (wieś)
- Małe Lady – w drugiej połowie XIX wieku i na początku XX wieku było to miasteczko o nazwie Lady[1]; monaster w Ladach leży na terenie tej wsi.

### Przynależność administracyjna
W wyniku II rozbioru Polski majątek znalazł się w 1793 roku w Imperium Rosyjskim. W drugiej połowie XIX wieku leżał na terenie kilku gmin, w tym gminy Śmiłowicze i gminy Wierchmień w ujeździe ihumeńskim guberni mińskiej. 15 września 1919 roku powiat ihumeński wszedł w skład administrowanego przez Zarząd Cywilny Ziem Wschodnich okręgu mińskiego. Po wytyczeniu granicy wschodniej majątek znalazł się poza terytorium II Rzeczypospolitej, na terytorium ZSRR, od 1991 roku – na terenie Białorusi.

## Dwór
Dwór w Ladach został wybudowany po ślubie Klotyldy Moniuszkówny z Ludwikiem Jelskim w 1818 roku. Dom usytuowano na wzgórzu wśród lip i klonów. Był to drewniany dwór parterowy, do którego przez pola prowadziła aleja kasztanowa. Obok dworu stała oficyna, a obsadzono krzewami bzu. Przed dworem rosło sześć topól czarnych. Wokół okrągłego podjazdu stał szereg oficyn i spichlerzy. Do dziś nie przetrwały żadne ślady dworu, stoi jedynie ruina jednej ze stodół.
Dwór stał na terenie obecnego przysiółka Lady.